# Stephen Parez
Pas d'image ? Cliquez ici

b Matchs officiels uniquement.
Dernière mise à jour le 19 mai 2022.
Stephen Parez-Edo Martin, né le 1er août 1994 à Paris, est un joueur français de rugby à XV et à sept. 
Il est formé au rugby à XV au poste d'ailier, avant de signer un contrat avec la Fédération française de rugby en 2013 lui permettant d'intégrer l'équipe de France de rugby à sept et de disputer les World Series. 
Il est notamment médaillé d'or dans la discipline durant les Jeux olympiques 2024. 

## Carrière

### Débuts dans le rugby
Stephen Parez commence le rugby au lycée français de Madrid, sa famille s'étant installée en Espagne pendant trois ans pour le travail de son père. Il poursuit au Paris UC lors de son arrivée à Paris. Parallèlement il fréquente le collège Georges Braque où il bénéficie de la formation dispensée par Serge Collinet son professeur d'EPS. C'est avec l'équipe minimes de ce collège qu'il récolte son premier titre national en 2010, avant d'intégrer la section sport études du lycée Lakanal de Sceaux. Il rejoint ensuite le centre de formation du Racing Métro 92 et intègre le pôle France de Marcoussis pour la saison 2012-2013. Cela lui permet d'intégrer l'équipe de France des moins de 20 ans à l'occasion du Tournoi des Six Nations 2013 et du championnat du monde junior 2013.
La même année, Frédéric Pomarel, sélectionneur de l'équipe de France de rugby à sept, l'appelle pour le New Zealand rugby sevens 2013 où il fait ses débuts à sept contre les Tonga. Il s'engage à partir du 1er juillet 2013 avec la FFR et l'équipe de France de rugby à sept pour une durée de trois saisons.
Il continue cependant de jouer avec l'équipe de France de rugby à XV des moins de 20 ans, avec laquelle il réalise le Grand Chelem lors du Tournoi 2014.

### Équipe de France de rugby à sept (depuis 2013)
Stephen Parez devient un membre important de l'équipe de France de rugby à sept dès la saison 2013-2014 et le New Zealand rugby sevens 2014, tournoi durant lequel il remplace Terry Bouhraoua, blessé. Son entraîneur, Fédéric Pomarel, déclare alors à ce sujet que « Parez a été à la hauteur des attentes ». Mais alors qu'il dispute avec l'équipe de France de rugby à XV des moins de 20 ans le Tournoi des Six Nations 2014, il se blesse et ne peut participer à la fin des World Series et au championnat du monde junior 2014, et fait son retour pour le Seven's Grand Prix Series 2014, remporté pour la première fois pas l'équipe de France cette année.
Ce même trophée est de nouveau remporté par les bleus la saison suivante, ce qui leur permet de se qualifier pour les Jeux olympiques de Rio 2016. Lors de la saison 2015-2016 des World Series, il participe au tournoi du Cap en décembre 2015, dans lequel la France finit troisième au classement général après avoir battu les vainqueurs des dernières World Series, les Fidji (17-14). La dernière fois que l'équipe de France avait fini sur le podium d'une des étapes du circuit mondial remontait à 2012. Quelques mois plus tard, lors du tournoi de Singapour, il participe à la victoire de l'équipe de France sur la Nouvelle-Zélande (24-0), équipe que la France n'avait plus battue depuis le France rugby sevens 2005. Lors de l'avant dernière étape du World Seven's Series à Paris, l'équipe de France réalise une bonne performance en terminant troisième sur le podium. Cette performance est associée à un bon tournoi de Stephen Parez qui est titulaire les six matchs de l'équipe de France, qui inscrit quatre essais et qui « a été énorme » selon Jean-Claude Skrela.

## Style de jeu
L'ancien entraineur de l'équipe de France de rugby à sept, Thierry Janeczek, décrit ainsi l'ailier de rugby à XV devenu demi de mêlée ou d'ouverture à sept « Stephen est aujourd’hui un constructeur, un finisseur, il est adroit dans le jeu au pied, également efficace en défense car il a accompli de gros progrès dans sa qualité de plaquage ».

## Palmarès

### En équipe nationale de rugby à XV
- Grand Chelem lors du Tournoi des Six Nations des moins de 20 ans 2014
- 5e au championnat du monde junior 2013
- Membre du pôle France pour la saison 2012-2013

### En équipe nationale de rugby à sept
- Vainqueur du championnat d'Europe (2) : 2014 et 2015
- Troisième au tournoi d'Afrique du Sud 2015
- Troisième au tournoi de France 2016
- Deuxième au tournoi du Canada 2019
- Deuxième au tournoi de Hong Kong 2019
- Membre de l'équipe type au tournoi du Canada 2019[15]
- Deuxième au tournoi de Nouvelle-Zélande 2020
- Vainqueur du tournoi de Los Angeles 2024[16],[17]
- Vainqueur de la série mondiale 2023-2024 (Tournoi de Madrid)[18]
- Troisième du tournoi du Canada en 2024
- Champion olympique 2024

### Avec les Barbarians
- Vainqueur de l'étape finale du Supersevens en 2021 avec les Barbarians français

## Distinctions

### Décorations
Chevalier de la Légion d'honneur (décret du 23 septembre 2024)